# Lloro de galtes rosa
El lloro de galtes rosa (Pyrilia pulchra) és una espècie d'ocell de la família dels psitàcids que habita bosc i selva humida de l'oest de Colòmbia i de l'Equador.